# Limnoxenus semicylindricus
Limnoxenus semicylindricus är en skalbaggsart som först beskrevs av Johann Friedrich von Eschscholtz 1822.  Limnoxenus semicylindricus ingår i släktet Limnoxenus och familjen palpbaggar. Inga underarter finns listade i Catalogue of Life.